# Saint-Remèze
Saint-Remèze település Franciaországban, Ardèche megyében. Lakosainak száma 848 fő (2022. január 1.). Saint-Remèze Bidon, Gras, Labastide-de-Virac, Lagorce, Vallon-Pont-d’Arc, Aiguèze és Le Garn községekkel határos.

## Népesség
A település népessége az elmúlt években az alábbi módon változott:
| Lakosok száma | 449  | 474  | 454  | 799  | 905  | 881  | 871  | 858  | 854  | 848  |
|               | 1968 | 1982 | 1990 | 2006 | 2013 | 2015 | 2017 | 2019 | 2020 | 2022 |